# Осада Москвы (1439)
Осада Москвы 1439 года — десятидневная осада Москвы татарским ханом Улу-Мухаммедом.
Победив войска Василия II в битве под Белёвом, Улу-Мухаммед через некоторое время подступил к Москве. Василий II оставил город на попечение воевод, а сам уехал в недоступные для татар заволжские леса. Оборона Москвы была поручена выходцу из Великого княжества Литовского Юрию Патрикеевичу, шурину великого князя. Тот проявил себя способным организатором. Приступы татар к белокаменному Кремлю, выстроенному Дмитрием Донским, оказались тщетными. В итоге татары были вынуждены отступить, разграбив окрестности и уведя множество пленных. На обратном пути Улу-Мухаммед сжёг Коломну.
После ухода татар Василий II вернулся из Заволжья, однако обосновался на некоторое время в Переяславле-Залесском, поручив управление Москвой двоюродному брату Дмитрию Юрьевичу Красному. Как отмечала Ермолинская летопись, причиной нежелания немедленного возвращения в Москву было то обстоятельство, что «бе бо посады пождьжены от татар, и люди посечены, и смрад велик от них». Историк Николай Борисов видит в упоминании этого нюанса наглядное сопоставление жестокости и равнодушия к трагедии Василия II с описанным там же благородством и скорбью Дмитрия Донского, который погребал погибших при нашествии Тохтамыша за собственные деньги.